# Empires & Allies
Empires & Allies es un videojuego de tiempo real, desarrollado por Zynga, lanzado al mercado el 1 de junio de 2011. El programa pretende continuar el éxito de jugadores de otros juegos anteriores del mismo desarrollador de Age of Mitology. El juego estaba "disponible" a través del sitio web de la red social Facebook hasta que Zynga anunció su cierre a mediados de mayo, programado para el 17 de junio de 2013. Sin embargo, a mediados de 2014 Zynga anuncio la nueva creación de Empires & Allies 2, con el defecto de que solo está disponible para móviles, la cual incluye varias modificaciones y novedades. Estas diferencias entre Zynga y Facebook hacen del juego un caos cada vez que sale una nueva actualización, dado que hay conflictos con las plataformas de Facebook y de los dispositivos móviles. Diego Yupa Gálvez, conjuntamente con Ramses Zhores, quien es su director ejecutivo creativo, publicaron en sus redes sociales una posible actualización y regreso del mítico juego en 2021.
El juego permitía a los miembros de Facebook manejar un escenario de guerra virtual donde debían desarrollar la explotación de recursos para obtención de materias primas: suministros, petróleo, metales, tecnologías, etc.
La gran novedad del mismo, frente a otros juegos (FarmVille, CityVille, CastleVille, etc.) es el desarrollo de la interactividad, propia de los "juegos sociales" ya que antes sólo permitían contribuciones de tipo colaborativo entre los vecinos y ahora permiten ser colaborativas o de ataque. Además es de destacar la introducción de parámetros gestionados por una IA (inteligencia artificial) en las misiones que se les van planteando a los jugadores.

## Vecinos
Los jugadores podían añadir como vecinos en Empires & Allies a aquellos amigos de Facebook también suscritos al juego. El jugador podía visitar a los vecinos para colaborar en las tareas pendientes en sus territorios como cobrar el alquiler de los edificios gubernamentales o casas, acelerar granjas, cortar plantas o árboles que crecen, etc. Cuando se ayudaba a un vecino, el jugador recibe Honor a cambio y 1 de Energía.
Sin embargo, existía en el juego la posibilidad de Invadir a tus aliados, en el cual tu escoges un territorio de 7x7 para invadir. Si escogías invadir en edificios de industria, como ejemplo un Pozo Petrolífero, al invadir exitosamente se daban cierta cantidad de Petróleo y de corazones de Infamia. Pero invadir no era nada fácil, se tenía que batallar con unidades al azar que defendían el imperio de tu aliado. Si algunas unidades colocadas por tu aliado estaban cerca de los edificios que deseabas invadir, tendrías que pelear contra dichas unidades.

## Recursos
En Empires & Allies se utilizan 5 tipos de recursos: Las Monedas, el Petróleo, la Madera, Elemento Z y los Metales, los Metales también se separan en otros 5 tipos, el Hierro, el Aluminio, el Cobre, el Oro y el Uranio; todos estos recursos son fundamentales para avanzar en el juego ya que el dinero, el petróleo y los metales son usados para la creación de unidades de guerra y la madera junto al dinero y algunos metales son usados en la creación de hogares, edificios gubernamentales y edificios militares y el Elemento Z sirve como munición para la habilidades de las Unidades Experimentales. Estos recursos se consiguen de la siguiente forma:
| Recurso    | Formas comunes                  | Otras formas                       |
| ---------- | ------------------------------- | ---------------------------------- |
| Dinero     | Granjas, Mercados y Hogares     | Edificios Gubernamentales y Amigos |
| Petróleo   | Pozos Petrolíferos e Invasiones | Ayuda a Amigos                     |
| Madera     | Aserraderos e Invasiones        | Ayuda a Amigos                     |
| Metales    | Minas de Metal e Invasiones     | Barra de Recursos y Amigos         |
| Elemento Z | Amigos y Misiones               | Refinería de Elemento Z            |

La Refinería de Elemento Z se puede construir a partir del Nivel 21. Para terminar su construcción se necesitarán piezas de tus amigos. Cada imperio es rico en una sola clase de metal así que para conseguir diferentes especies hay que comerciar con otros imperios o simplemente invadirlos. El elemento Z hace unos 2 o tres meses lanzó a este recurso como uno más, pero solo fabricándolo gastando hasta 20 de energía. Pero no hay que preocuparse después de 24 horas cuando lo recoges te da 20 de XP. No aparece el medidor de Elemento Z como la madera y el petróleo, pero te da en botes de 10 y te lo deja en el inventario. 
- NOTA: Hay que pedir 12 piezas de cada objeto, los cuales son 4, para construir el Colisionador de Elemento Z.

## Militares
En la pestaña Militares de la sección Construir, ahí encontraras diferentes niveles de Cuarteles, Astilleros y Hangares que son el I, II, III y el IV. 
Cuarteles: Ahí es donde se construyen unidades de tierra Clase Soldados, Artillería y Tanques.
Astilleros: Ahí es donde se construyen unidades de mar Clase Cañoneras, Portaaviones y Acorazados
Hangares: Ahí es donde se construyen unidades de aire Clase Caza, Aeronaves y Bombarderos.
También están los cuarteles, astilleros y hangares experimentales, que sirven para hacer unidades de tierra, mar y aire de Clase Ayuda que requieren Elemento Z para hacer sus diferentes habilidades especiales. 
Dominación Mundial. Desde el 17 de febrero de 2012 en la batalla dominación mundial cuando subes de rango se desbloquea una unidad exclusiva de élite o que nunca se hayan visto, similares a algunas que puedes construir en los astilleros, cuarteles y hangares II y III, tienen desde el 5 al 40 por ciento de fuerza incorporada las unidades de elite
Las unidades exclusivas son estas:
- (120) Soldados Bazuca de Élite

- (150) Helicóptero Chinook de Élite

- (160) Caza Harrier de Élite

- (200) Soldados Mecanizados de Élite

- (200) Portaaviones Pesado de Élite

- (250) Aeronave Comanche de Élite

- (400) Cañonera Avanzada de Élite

- (500) Artillería de Cohetes Avanzada de Élite

- (180) Acorazado de Asalto de Élite

- (240) Tanque Abrams de Élite

- (300) Acorazado con Cañón de Riel de Élite

- (600) Bombardero Hipersónico de Élite

## Modo Campaña
El juego tiene además un modo campaña (historia) donde se desarrollan peleas para liberar 15 grupos de islas bajo el dominio de la Alianza Oscura el cual se desarrolla en la Ira del Cuervo, aunque esto sea opcional permite obtener Bonos de Guerra para expandir tu territorio y el desbloqueo de Unidades Enemigas.
Recientemente el 28 de octubre de 2011 salió la nueva campaña llamada "Boca Infernal" (el cual requiere nivel 25 para su acceso) que esto a la vez permite al jugador elegir que campaña jugar si, Boca Infernal con 8 enemigos o La Ira del Cuervo de 15 enemigos

## Episodios
El juego consta de 17 Episodios los cuales nos van indicando la historia de las islas, podemos verlos en nuestro Diario dando clic en la bandera junto con el nombre de nuestro Imperio Estos son:
"Introducción": donde podemos ver como nuestra isla es destruida por varias tropas enemigas lideradas por un malvado tirano
1.- "El Rostro del Mal": "Un enemigo misterioso ataca el país, pero lo has expulsado rápidamente. ¿Qué hay detrás de estos ataques?". Se desbloquea al terminar la primera isla de Cabo Feliz.
2.- "Un Imperio Unido": "Tras la fundación del (Nombre de tu imperio) el pueblo apoya a su nuevo comandante. Pronto se descubrió que los ataques eran obra de la Alianza Oscura, un grupo de crueles señores de la guerra dirigido por el misterioso Cuervo". Se desbloquea al terminar la segunda isla Cabo Feliz.
3.- "Cambio de Rumbo": "(Nombre de tu imperio) construye su primera armada para derrotar al señor de la guerra Capitán Krunsch. Tras la victoria queda claro que este gerifalte de la Alianza Oscura tenía la misión de robar (tu metal) en la zona." Se desbloquea al derrotar al Capitán Krusnch en Cabo Feliz.
4.- "La sombra se extiende": "(Nombre de tu imperio) construye sus primeras fuerzas aéreas y libera las bases militares de Mercadia ocupadas por la astuta Kai tana. La derrota de la invasora revela que los miembros de la Alianza Oscura planean saquear la región para hacerse con todo el (tu metal) que puedan encontrar." Se desbloquea al derrotar a Kai Tana en Mercadia,
5.- "Agenda oculta": "La arrogante Jada Bomba estaba saqueando el petróleo de Reef Haven, pero (tu nombre) le acaba de parar los pies. En su apresurada huida dejó atrás los planos de una máquina misteriosa llamada Tormenta Solar. Se trata del arma terrible que está construyendo El Cuervo." Se desbloquea al derrotar a Jada Bomba en Reef Haven. 
6.- "El arma definitiva": "(tu nombre) libera el pueblo de Teramar de su tirano, el Barón Estrellado. En su huida deja información sobre el objetivo del dispositivo Tormenta Solar: ¡es un arma de desintegración masiva! El Cuervo quiere eliminar a todos los que no le sean fieles." Se desbloquea al derrotar al Barón Estrellado en Teramar. 
7.- "Carrera contrarreloj": " El doctor Seabolt, el mejor científico de (nombre de tu imperio), ha caído prisionero de las Enterradoras, que le han obligado a trabajar en la Tormenta Solar. Si(tu nombre) le libera, Seabolt promete desarrollar un sistema para contrarrestar el poder del arma maléfica." Se desbloquea al derrotar a Gina y tina (Las Enterradoras) en Isla Azul.
8.- "Científico loco": "El doctor Seabolt revela que el profesor Von Helman está construyendo la Tormenta Solar en un centro de Bahía de la Langosta.(Tu nombre) derrota las fuerzas de Von Helman y relantiza el progreso del Cuervo. Pero El Cuervo no abandonará su plan diabólico tan fácilmente." Se desbloquea al derrotar al Profesor Von Helman en Bahía Langosta.
9.- "El poder del pueblo": "La victoria de la Bahía de la Langosta revela que Scarlett dirigió la revuelta contra el anterior régimen tiránico. Mientras tanto, Topo Gutiérrez ha convertido el ayuntamiento de Pacificor en un bastión de la Alianza Oscura. Tras cruel batalla, las fuerzas de (nombre de tu imperio) han enviado a Topo al exilio. Se desbloquea al derrotar a Topo Gutiérrez en Pacificor 
10.- "Cuervos en desbandada": "El doctor Seabolt trabaja sin descanso en un arma para contrarrestar el poder de la Tormenta Solar. La Enfermera Malady, de la Alianza Oscura, secuestra civiles y los envía a un centro de pruebas de materiales tóxicos. (tu nombre) detiene sus maléficos planes y Malady se esconde como una rata. La influencia del Cuervo en la región empieza a decaer". Se desbloquea al derrotar a la Enfermera Malady Burns en Port Silvan.
11.- "Desafío": "El doctor Seabolt termina el diseño del arma que contrarrestará el poder de la Tormenta Solar del Cuervo: la Valkiria. Pero para su construcción hacen falta los metales que abundan en Ensanada Tranquila, protegidos por El Niño de Pantano. (tu nombre) derrota al garrulo amante de los caimanes y pone los metales a disposición del proyecto Valkiria del Dr. Seabolt." Se desbloquea al derrotar a LeChomp en Ensenada Tranquila.
12.- "Por encima de mi cadáver": "El viscoso general del Cuervo, la Anguila, obliga al pueblo de Avaron a reunir recursos para la Alianza Oscura. (tu nombre) libera al pueblo de Avaron y derrota a la Anguila en el campo de batalla. Tras el duro combate, la Anguila revela que El Cuervo es el antiguo tirano que Scarlett había expulsado." Se desbloquea al derrotar a la Anguila en Avaron.
13.- "Confesiones sinceras": "El Cuervo ha oído hablar del proyecto Valkiria y pretende impedir su construcción. Ha enviado a Petardo con el cometido de destruir el prototipo, pero (tu nombre) logra detenerlo. En su huida deja atrás una fotografía que revela que El Cuervo es el padre de Scarlett." Se desbloquea al derrotar al Sargento Petardo en Corales Picudos.
14.- "El corazón de las tinieblas": "Scarlett admite que El Cuervo es su padre, pero insiste que es necesario derrocarlo. El prototipo de la Valkiria está listo para probarlo, pero Kung Fucio, de la Alianza Oscura, está robando la electricidad de la región. La prueba final de la Valkiria se lleva a cabo cuando (tu nombre) derrota a Kung Fucio y vuelve la electricidad." Se desbloquea al derrotar a Kung Fucio en Ithmar.
15.- "Un aliado inesperado": "La Valkiria está casi a punto. La única duda ahora es la ubicación de la fortaleza secreta del Cuervo. Tras una humillante derrota, La Duquesa, novia del cuervo, se rinde y revela la información necesaria para planificar el asalto final." Se desbloquea al derrotar a La Duquesa en San Topaz.
16.- "Cría Cuervos": "La Víbora es el último señor de la guerra que se interpone entre (nombre de tu imperio) y El Cuervo. Pero ni siquiera el hombre a quien El Cuervo considera el hijo que nunca tuvo logra resistirse al genio militar de (tu nombre)." Se desbloquea al derrotar a la Víbora en Corte Marino.
17.- "Tormenta Solar": "En un último gesto de desafío, El Cuervo activa la Tormenta Solar contra (nombre de tu imperio). Sin embargo, La Valkiria demuestra ser más eficaz de lo que se esperaba. No solo destruye la Tormenta Solar, sino también la fortaleza del Cuervo. El reinado de terror del Cuervo ha terminado." Se desbloquea al derrotar a El Cuervo en la Isla del Diablo.

### Desarrollo del Modo Campaña
Cabo Feliz: Es dominada por el Comando Naval "El Capitán Crunch" consta de 3 islas, al ser terminada se desbloquea un Acorazado personalizado del Capitán Crunch llamado "El Carnicero". tiene una dureza de 75 el de oro tiene 95 y e de platino es de 125 de dureza
Mercadia: Es un conjunto de 3 islas dominadas por la Espía llamada "Kai Tana", al ser terminada la campaña se desbloquea una Aeronave personalizada llamada "Destripador". tiene una dureza de 60 el de oro tiene 115 y si es de platino 125 al igual que el depredador
Reef Haven: Es un conjunto de 3 islas dominadas por la especialista en tácticas de combate llamada "Jada Bomba", al ser terminada esta campaña se desbloquea un Bombardero personalizado llamado "Depredador". tiene una dureza de 90 el de oro tiene 115 y el de platino tiene 125  
Teramar: Es un conjunto de 4 islas dominadas por el Piloto de Guerra llamado "El Barón Estrellado", al ser terminado se desbloquea un   caza llamado "Bandido" tiene una dureza de 120 el de oro y el de platino tiene 165 de dureza
Isla Azul: Es un conjunto de 3 islas dominadas por las gemelas Gina y Tina(conocidas antes con el nombre de "Las enterradoras"), al ser terminado se desbloquea un Tanque personalizado llamado "Hammerhead" de 125 que mejorado tiene 250
Bahía Langosta: Es un conjunto de 4 islas dominadas por el Profesor llamado "Von Hellman", al ser terminado se desbloquea el Bombardero personalizado llamado "Diablo" de 150 no es muy útil a partir del bombardero supersónico y el furtivo, el de platino contiene 205 de dureza
Pacificor: Es un conjunto de 3 islas dominadas por el ladrón llamado "Topo Gutiérrez", al ser derrotado se obtiene acceso al Tanque personalizado llamado "Metallion" de 175
Port Sylvain: Es un conjunto de 3 islas dominadas por la enfermera llamada "Malady Burns", al ser terminada se desbloquea el Acorazado personalizado llamado "La Parca" de 150, el de platino tiene 205 de dureza
Ensenada Tranquila: Es un conjunto de 3 islas dominadas por el comandante de guerra llamado "LeChomp", al ser terminado se desbloquea el Acorazado personalizado llamado "La Guillotina" de 175 
Avaron: Es un conjunto de 3 islas dominadas por el Espía llamado "Anguila", al ser derrotado se desbloquea el Avión de Caza personalizado "Black Widow" el cual tiene una dureza de 300
Corales Picudos: Es un conjunto de 3 islas dominadas por el "Sargento Petardo", al ser derrotado se desbloquea una unidad de Artillería (antes de clase Tanque) personalizado llamado "Chacal" de 225, el de platino tiene 300 de dureza
Ithmar: Es un conjunto de 4 islas dominadas por "Kung Fucio", al ser derrotado se desbloquea el Acorazado personalizado "Vándalo" de 250 
San Topaz: Es un conjunto de 3 islas dominadas por la novia del Cuervo "La Duquesa", al ser derrotada se desbloquea el Tanque personalizado "Ejecutor" de 275
Corte Marino: Es un conjunto de 4 islas dominadas por la "Víbora", al ser derrotado se desbloquea el Tanque personalizado "Cobra" de 300 de dureza
Isla del Diablo: Es un conjunto de 5 islas dominadas por el Señor de la Guerra "El Cuervo" (el conjunto de islas más largo), al ser derrotado se desbloquea el Acorazado personalizado "El Cuervo" es el más fuerte y brinda daños masivos a unidades, el de platino es el más fuerte de las unidades de villano tiene 600 de dureza.
| Fuerza | Unidad      | Villano                 | Blanco Medio  |
| ------ | ----------- | ----------------------- | ------------- |
| 75     | Carnicero   | Comando Capitán Krunch  | 47% precisión |
| 60     | Destripador | Espía Kai Tana          | 66% precisión |
| 90     | Depredador  | Especialista Jada Bomba | 49% precisión |
| 120    | Bandido     | Piloto Barón Estrellado | 82% precisión |
| 125    | Hammerhead  | Gemelas Gina y Tina     | 45% precisión |
| 150    | Diablo      | Profesor Von Helman     | 45% precisión |
| 175    | Metallion   | Ladrón Topo Gutiérrez   | 47% precisión |
| 150    | Parca       | Enfermera Malady Burns  | 45% precisión |
| 175    | Guillotina  | Comandante LeChomp      | 47% precisión |
| 300    | Black Widow | Espía Anguila           | 83% precisión |
| 225    | Chacal      | Sargento Petardo        | 65% precisión |
| 250    | Vándalo     | Kung Fucio              | 45% precisión |
| 275    | Ejecutor    | Novia La Duquesa        | 47% precisión |
| 300    | Cobra       | Víbora                  | 43% precisión |
| 420    | El Cuervo   | Señor El Cuervo         | 44% precisión |

### Dominio de Maestría
En octubre de 2011, fue lanzada la modalidad de Dominio de Maestría, el cual consta en repetir la campaña 3 veces para desbloquear la capacidad de construir Unidades Enemigas de Oro, en un cuartel llamado "Bolsa de Maestría", el cual depende de Fichas de Maestría para ser construidas, las cuales se obtiene 3 por archipiélago. Al terminar el dominio de tal la capacidad de construir la unidad de Oro con una fuerza aumentada de un 25% al 30% aproximadamente.
| Fuerza | Unidad             | Diferencia     | Blanco Medio  |
| ------ | ------------------ | -------------- | ------------- |
| 95     | Carnicero de Oro   | +20 fuerza     | 49% precisión |
| 75     | Destripador de Oro | +15 fuerza     | 67% precisión |
| 115    | Depredador de Oro  | +25 fuerza     | 45% precisión |
| 150    | Bandido de Oro     | +30 de fuerza  | 85% precisión |
| 155    | Hammerhead de Oro  | +30 de fuerza  | 45% precisión |
| 195    | Diablo de Oro      | +45 de fuerza  | 49% precisión |
| 220    | Metallion de Oro   | +45 de fuerza  | 42% precisión |
| 195    | Parca de Oro       | +45 de fuerza  | 49% precisión |
| 220    | Guillotina de Oro  | +45 de fuerza  | 42% precisión |
| 375    | Black Widow de Oro | +75 de fuerza  | 87% precisión |
| 280    | Chacal de Oro      | +55 de fuerza  | 68% precisión |
| 315    | Vándalo de Oro     | +65 de fuerza  | 45% precisión |
| 345    | Ejecutor de Oro    | +70 de fuerza  | 45% precisión |
| 375    | Cobra de Oro       | +75 de fuerza  | 47% precisión |
| 525    | Cuervo de Oro      | +105 de fuerza | 45% precisión |

### Variantes de las unidades doradas
Una variante a estas unidades son las Unidades Enemigas de Platino, que tienen entre un 40% a 80% de fuerza incrementada.
- (115) Destripador de Platino

- (190) Bandido de Platino

- (430) Black Widow de Platino

- (365) Chacal de Platino

- (125) Carnicero de Platino

- (150) Destripador de Platino

- (205) Hammerhead de Platino

- (240) Diablo de Platino

- (275) Metallion de Platino

- (260) Parca de Platino

- (295) Guillotina de Platino

- (400) Vándalo de Platino

- (435) Ejecutor de Platino

- (470) Cobra de Platino

- (600) Cuervo de Platino

En diciembre de 2011, fue lanzada la Cámara del Tesoro, en la cual se juntan llaves para abrir Bóvedas, en las cuales, solo la de Platino puede darte la posibilidad de adquirir 1 unidad de platino enemiga u otras las cuales son:
| Fuerza | Unidad                              | Diferencia     | Blanco Medio  |
| ------ | ----------------------------------- | -------------- | ------------- |
| 450    | Caza Espía Avanzado de Platino      | +100 fuerza    | 85% precisión |
| 575    | Portaaviones Dimensional de Platino | +125 fuerza    | 67% precisión |
| 700    | Tanque Talon de Platino             | +150 de fuerza | 47% precisión |
| 700    | Bombardero Hipersónico de Platino   | +150 de fuerza | 47% precisión |

Entre otras
- NOTA: También hay una variante de unidades de oro en las que, aproximadamente hay 23% de fuerza incrementada, pueden ser construidas a través de la bolsa de maestría, pero se tienen que desbloquear obteniendo las 3 fichas de maestría de cada isla de cada enemigo, pero también hay unidades que se construyen en los cuarteles, astilleros y hangares, pero son muy pocas.

## Monedas y Puntos Empire
Las monedas son la moneda principal en Empires & Allies. Se utilizan para la compra de Unidades, Edificios y Recursos en Mercados vecinos, así como en algunas Decoraciones. Las monedas pueden ser obtenidas en Batallas, Colaboraciones en imperios vecinos, cobrando el alquiler a las casas o realizando una cadena de bonus. 
Los Puntos Empire se utilizan para comprar artículos especiales o exclusivos, por ejemplo, decoraciones de días festivos o de bonificación, unidades de Edición Limitada (ya sea comprarlas o desbloquearlas) o comprando diversos consumibles. También se pueden comprar recursos, piezas de investigación, cubrir puestos en diferentes edificios o también desbloquear o saltar misiones de Edición Limitada bien si no las quieres cumplir.  El método más común de obtener Puntos Empire es comprándolos con dinero real mediante ofertas, canjeando GameCards o E-Cards o comprando con celular o en Internet directamente del juego

## Batallas Relámpago
En agosto de 2011 se lanzó una modalidad llamada "Batallas Relámpago", es como otra especie de campaña, en la cual tienes que invadir a tus rivales, (aleatoriamente escogidos) aquellos pueden ser o no ser alguno de tus vecinos. En esta modalidad se tiene la oportunidad de ganar el doble de recursos y Corazones Negros, (según la zona invadida) más 5 Fichas de Premio para gastarlas en la Ruleta de Premios, donde puedes ganar:
Son 15 rivales en total y son de diferentes países del extranjero (por lo general de Asia o de América del Norte), se actualiza cada 24 horas, lo cual es recomendable terminar cualquier batalla.
| Recompensa             | Más Comunes | No Comunes |
| ---------------------- | ----------- | ---------- |
| Bebida Energética      | X           |            |
| Bono de Guerra         | X           |            |
| Arma Nuclear Táctica   |             | X          |
| Desviador de Disparos  | X           |            |
| Gas Tóxico             |             | X          |
| Precisión (III)        | X           |            |
| Refugio (III)          | X           |            |
| Energía (x5)           | X           |            |
| Madera (x1000)         |             | X          |
| Metal (x10)            | X           |            |
| Petróleo (x1000)       |             | X          |
| Aeronave Comanche      | X           |            |
| Artillería de Cohetes  | X           |            |
| Cañón Thumper de Elite | X           |            |
| Cuervo (420)           |             | X          |
| Cuervo de Platino      |             | X          |
| Robot Mula de Élite    | X           |            |
| Super Portaaviones     | X           |            |
| Tanque Crusher         |             | X          |
| Tanque Tiger de Elite  | X           |            |

- Nota: Puedes desactivar esta modalidad o rendirte en la bandera blanca ubicada a la izquierda de la lista de rivales, denegando el acceso de participar y ser invadido por otros jugadores del mundo.

## Dominación Mundial
El día 17 de febrero de 2012 se lanzó otra modalidad tipo campaña llamada "Dominio de Batalla" o "Dominio Mundial", similar a las "Batallas Relámpago", en esta puedes escoger rivales a enfrentar y unidades de defensa. Un cambio que se diferencia de las demás modalidades, es que cuenta con "Niveles de Dominio", los cuales se conforman por "Puntos de Dominio", que se obtienen derrotando a diversos rivales mostrados en la lista (la puntuación a ganar varía dependiendo del "Nivel de Dominio" o en que te encuentres). Tu "Nivel de Dominio" dependerá del nivel en que te encuentres (ejemplo, entre el nivel 67 será igual al Nivel 45 de Dominio), también tu Nivel afecta diversos factores, los cuales son:
- Puntuación de contingente: Es la puntuación de la fuerza sumada permitida para luchar.

## Niveles
Cuando el jugador progresa a través de Empires & Allies, van a ganar experiencia (XP), que a su vez que se ganen los niveles. Son 85 niveles en total actualmente. Se puede conseguir más experiencia combatiendo contra los diferentes enemigos o realizando acciones que involucren energía. Al paso de esto, se desbloquearan contratos, unidades, edificios (gubernamentales o casas) y capacidad para energía.
El nivel más reciente creado por Zynga es el nivel 85. Ya no es el 75.

## Misiones (Mission)
Las misiones o mejor conocidas como Tareas ayudan a mejorar el Imperio y al realizar dichas tareas te dan una recompensa.
Sin contar que algunas misiones son dadas en días festivos que te dan unidades y artículos especiales que no se consigen normalmente
Estas tareas nos ayudarán a mejorar el imperio dándonos recompensas favorables a las nuestras

## Juegos de Guerra
El día 26 de julio de 2012 se iniciaron los Juegos de Guerra. Cada día durante 17 días hay un nuevo desafío.
Si los superas consigues una medalla de oro. Si se consiguen 5 medallas, se pueden canjear por:
-El Tanque Bull dorado
-El Submarino Varum dorado
-El Bombardero Horten dorado
Tienes 24 horas para superar el desafío. Puedes ganar medallas y canjearlas por unidades de oro hasta 3 veces.

## Minijuego: ¡Bombas del Cielo!
¡Bombas del Cielo! es un minijuego de Empires & Allies donde de desarrolla un minijuego en donde se manejara un avión el cual debemos tirar bombas (2) esta la situación que el combustible se termine y se deberá esperar un mínimo de 24 horas para poder jugarlo nuevamente. La aplicación se desconoce la entrada.